# Marumba maackii
Marumba maackii is een vlinder uit de familie van de pijlstaarten (Sphingidae). De wetenschappelijke naam van de soort werd in 1861 als Smerinthus maackii gepubliceerd door Otto Bremer.